# 1543
1543 (MDXLIII) var ett normalår som började en måndag i den julianska kalendern.

## Händelser

### Januari
- Januari – På ett herremöte i Örebro skaffar Gustav Vasa stöd för ett nytt krigståg mot den upprorshär, som leds av Nils Dacke.

### Mars
- 25 mars – Dackehären och Gustav Vasas här drabbar samman vid sjön Hjorten vid Virserum, varvid Dackehären besegras och Nils Dacke såras svårt.

### Sommaren
- Sommaren - Dacke reser åter smålänningarna, men med ringa framgång. Han spåras upp och dödas i Rödeby skog i norra Blekinge.

### Augusti
- Augusti
  - Dackeupproret nedslås. De övriga ledarna avrättas och stora delar av Småland kollektivbestraffas med böter.
  - Conrad von Pyhy faller i onåd, anklagad för att ha förskingrat kronans pengar under utlandsresor. Han kastas i fängelse.
  - Kronprins Erik (XIV) får en ny lärare i fransmannen Dionysius Beurraeus, som bland annat väcker Eriks intresse för astrologi.

### Okänt datum
- Nicolaus Copernicus publicerar en bok där han påstår att Solen och inte Jorden är Solsystemets medelpunkt.[1][2]
- Ett dubbelanfall riktas mot Öster- och Västergötland av kronan.
- Conrad von Pyhy anfaller Mecklenburg för att förhindra dess anslutning till upprorsmännens sida.
- Gustav Vasa förseglar brevskåpen i Vadstena kloster och låter föra bort otaliga böcker.
- Den första boken på finska, Mikael Agricolas ABC-bok Abckiria, trycks i Stockholm.

## Födda
- Sir Francis Drake, engelsk sjömilitär och pirat.
- Claude Catherine de Clermont, guvernant till Frankrikes barn.

## Avlidna
- 15 februari – Johannes Eck, tysk romersk-katolsk teolog.
- 24 maj – Nicolaus Copernicus, polsk astronom.
- Augusti – Nils Dacke, bonde och upprorsledare (avrättad).
- Cecilia Venier,  regerande dam av herredömet Paros.
- Madeleine Lartessuti, fransk bankir och redare.

### Fotnoter
1. ↑  WNEC
2. ↑  Så funkar universum, James Muirden ISBN 91-510-6083-3